# 睡
「睡」（ねむり）は、日本のバンド陰陽座の6枚目のシングルである。2004年1月7日発売。発売元はキングレコード。

## 概要
- PV監督は近藤廣行。
- 2003年に発売された「醒」と対となるコンセプトの下、製作された。

## 収録曲
1. 睡（ねむり）[5:00]
作詞・作曲：瞬火、編曲：陰陽座
2. 狸囃子（たぬきばやし）[4:08]
作詞：瞬火、作曲：招鬼、編曲：陰陽座
3. 鼓動（こどう）[4:28]
作詞：瞬火、作曲：狩姦、編曲：陰陽座
  - 狩姦のことをテーマに瞬火が作詞を手がけた楽曲。狩姦から「僕のことを唄にしてください」と頼まれたという。
4. 睡 (唄無し演奏のみ)[5:01]
作詞・作曲：瞬火、編曲：陰陽座

## 収録アルバム

### 睡
- オリジナル『夢幻泡影』（2004年3月3日）
- ベスト『陰陽珠玉』（2006年2月8日）

### 鼓動
- オリジナル『夢幻泡影』（2004年3月3日）